# Der gute Ton
Der gute Ton ist eine Serie von Zeichnungen des deutschen Humoristen Loriot, die zusammen mit den Untertexten vermeintlich Tipps für gute Umgangsformen geben, die den allgemeinen Vorstellungen von gutem Benehmen jedoch völlig widersprechen. Die Serie erschien zunächst zwischen Oktober 1956 und Dezember 1957 in 30 Folgen mit dem Untertitel Ein Ratgeber von Loriot in der Illustrierten Quick. Noch während der Laufzeit der Serie wurde eine Auswahl der Folgen in einem eigenen Buch publiziert. Die Serie sowie das Buch wurden ein großer Erfolg und gelten als erster Höhepunkt der Karriere Loriots. Zwischen Juni und August 1968 erschienen in der Quick noch einmal elf Folgen mit dem Titel Der gute Ton von Loriot.

## Inhalt und Analyse
Die einzelnen Folgen von Der gute Ton bestehen in der Regel aus etwa vier Zeichnungen mit zugehörigen Ratschlägen, vereinzelt gibt es aber bis zu acht von ihnen. In der Quick erscheinen sie meist auf einer Doppelseite, wobei Text und Bild auf die beiden Seiten aufgeteilt und damit durch den Innenrand voneinander getrennt sind. Der Titel Der gute Ton ist in Fraktur gesetzt, für den Untertitel Ein Ratgeber von Loriot wurde wie für die Titel der einzelnen Folgen eine Antiqua verwendet. Das Wort Loriot erscheint als typische Signatur des Zeichners.
Inhaltlich schließt Der gute Ton an frühere Veröffentlichungen Loriots an. 1955 war im Verlag Bärmeier & Nikel das Büchlein Unentbehrlicher Ratgeber für das Benehmen in feiner Gesellschaft erschienen. Außerdem fanden sich im August 1956, also zwei Monate vor dem Start von Der gute Ton, auf einer Rückseite der Illustrierten Weltbild vier Zeichnungen unter dem Titel Knigge 1956. Die von Loriot gezeichneten und geschriebenen Ratschläge widersprechen den üblichen Vorstellungen von gutem Benehmen. Dabei entsteht die Komik oft durch den Kontrast zwischen der gehobenen Sprache der Texte und dem in den Zeichnungen dargestellten groben Verhalten. Da das schlechte Verhalten auch noch empfohlen wird, entsteht ein zweiter textinterner Kontrast. Ein Beispiel dafür ist eine Zeichnung aus der ersten Folge Das Benehmen bei Tisch. Mehrere Menschen sitzen an einem vornehm gedeckten Tisch und stürzen sich unter Einsatz des gesamten Körpers auf die angebotenen Speisen. Die Legende empfiehlt, den Ablauf des Essens nicht durch unnötiges Zögern zu hemmen, denn nur durch schnelles Zugreifen zeige man der Hausfrau, dass man sich wohlfühle.
Bei anderen Zeichnungen entsteht die Komik vor allem dadurch, dass die Erwartungen des Betrachters nicht erfüllt werden und ungebührliches Verhalten nicht oder aus absurden Gründen kritisiert wird. Ein Beispiel ist die Zeichnung zweier offensichtlich betrunkener Männer. Einer kippt ein Glas Bier in ein Klavier, der andere liegt auf dem Boden und hat seine Beine auf einen Sessel gelegt. Im Text wird der Mann mit dem Bier als Gastgeber vorgestellt, der sich falsch verhalte, da man nur in fremden Wohnungen Bier ins Klavier schütte. Der Mann mit den Beinen auf dem Sessel, offenbar ein Gast, wird nicht für sein unhöfliches Verhalten kritisiert, sondern dafür, dass er eine schwarze Fliege zu einem Frack trägt.
Vereinzelt bringt Loriot auch hintergründige Ironie in seine Texte ein, so etwa in einer Zeichnung aus der Folge Auf Reisen im Ausland, auf der ein deutscher Tourist einem Franzosen in Paris drei Fotos von Soldaten aus dem Deutsch-Französischen Krieg sowie dem Ersten und Zweiten Weltkrieg zeigt. Laut Text wird man mit dem Zeigen von Fotos aus dem Familienalbum die Herzen der Einheimischen erobern. Auch ein Hinweis, dass man sich bei einem früheren Aufenthalt im Jahr 1940 sehr wohl im Land gefühlt habe, könne diese interessieren. Der Text wird damit zu einem ironischen Kommentar auf das Verhalten der Deutschen im Ausland und die deutsche Geschichte.
Der gute Ton imitiert mit seinen trockenen Texten den Stil der Buchsprache des 19. Jahrhunderts, der auch von den in den 1950er Jahren beliebten Ratgebern verwendet wurde. Weitere Ähnlichkeiten zu diesen sind der Verweis auf Abbildungen als „Fig.“ oder „Figuren“ sowie Merksätze am Ende der Legende, die mit „Merke:“ eingeleitet werden. Die häufig verwendete Gegenüberstellung von vermeintlich falschem und richtigem Verhalten auf benachbarten Bildern wurde so bereits im 18. Jahrhundert  vom Berliner Grafiker Daniel Chodowiecki für die bürgerliche Erziehung zum guten Geschmack verwendet.

## Veröffentlichung
Loriot war ab Mai 1954 fest beim Verlag Th. Martens & Co. angestellt, in dem die Illustrierte Quick erschien. Zunächst konzentrierte sich sein Schaffen jedoch auf die Zeitschrift Weltbild, für die er beispielsweise ab April 1955 die Wahren Geschichten zeichnete. In der Quick erschien zwischen Januar und Juli 1956 mit Adam und Evchen erstmals eine Serie Loriots. Zweieinhalb Monate nach dem Ende dieser Serie begann Der gute Ton. Die erste Folge war Teil der Ausgabe vom 13. Oktober 1956. Bis zur vorerst letzten Ausgabe vom 28. Dezember 1957 erschienen insgesamt 30 Folgen.
Während die Serie noch in der Quick lief, erschien im Diogenes Verlag, der bereits 1954 Loriots Buch Auf den Hund gekommen verlegt hatte, im Herbst 1957 nun das Buch Der gute Ton mit dem Untertitel Das Handbuch feiner Lebensart in Wort und Bild. Neben 70 der insgesamt mehr als 130 Zeichnungen der Serie enthielt das Buch ein von Loriot im trockenen Stil der Bildlegenden verfasstes Vorwort sowie eine Parodie der Sachregister wirklicher Ratgeber mit Einträgen wie „Begeisterung, geheuchelte“, „Humor, Anfälle von“ und „Umherstarren, schamloses“. Unter den Zeichnungen sind auch Teile des Einzelbeitrags Was Frau Pappritz verschwieg, der als Antwort auf Das Buch der Etikette von Karlheinz Graudenz und Erica Pappritz im März 1957 in der Quick erschienen war.
Das Buch Der gute Ton erschien in den folgenden Jahren auch auf Niederländisch, Italienisch und Schwedisch. Teile der späten Folgen der Serie wurden in dem zur Nachfolgeserie gehörenden Buch Der Weg zum Erfolg. Ein erschöpfender Ratgeber in Wort und Bild veröffentlicht, das im Herbst 1958 publiziert wurde. Außerdem sind einige Zeichnungen Teil verschiedener Sammelbände Loriots.
Zwischen Juni und August 1968, also mehr als zehn Jahre nach Ende der ersten Serie, wurden in der Quick noch einmal elf neue Zeichenfolgen Loriots unter dem Titel Der gute Ton von Loriot veröffentlicht.

## Bewertung
Der gute Ton war sehr erfolgreich. So lief die Serie mit über einem Jahr deutlich länger als vergleichbare Serien und das Buch wurde ein großer Verkaufserfolg. Der Germanist Stefan Neumann, der seine Dissertation zu Loriot verfasste, bewertet die Serie deshalb als den ersten Höhepunkt der Karriere Loriots. Aufgrund dieses Erfolgs wurden Ratgeber in der Folgezeit zum Hauptgegenstand von Loriots Schaffen. Neben einzelnen Zeichnungen folgten zwischen 1957 und 1959 die Serien Der Weg zum Erfolg und Für den Fall, zu denen auch Bücher erschienen. Sie kennzeichnen gemeinsam mit Der gute Ton die erste Hauptphase von Loriots Werk, die ihn in ganz Deutschland bekannt machte und seinen Ruhm begründete.

## Buch-Ausgaben
- Der gute Ton. Das Handbuch feiner Lebensart in Wort und Bild. Diogenes, Zürich 1957.
- Zo hoort het eigenlijk. Het handboek der verfijnde etikette in woord en beeld. De Bezige Bij, Amsterdam 1958 (niederländisch).
- Humor. Loriots handbok i god ton. Folket i Bild, Stockholm 1960 (schwedisch).
- Le buone maniere. Manuale del saper vivere. Baldini & Castoldi, Mailand 1963 (italienisch).